# Flugzeugträger B
La Flugzeugträger B fu una portaerei tedesca, gemella della Graf Zeppelin, concepita per contrastare le portaerei della Royal Navy. Il nome Flugzeugträger B  deriva dal fatto che Flugzeugträger in tedesco vuol dire portaerei, mentre B la distingueva dal progetto della Graf Zeppelin, al quale era stato precedentemente dato il nome Flugzeugträger A. Il contratto per la costruzione venne siglato, la costruzione spettò al cantiere tedesco di Kiel, con data per la consegna prevista per il 1º luglio 1940. La costruzione tuttavia fu fermata il 19 settembre 1939 e la demolizione della portaerei incompleta iniziò il 28 febbraio 1940. Il costo della costruzione superò i 94.2 milioni di Reichsmark.
Prima dello smantellamente vennero suggeriti diversi nomi, tra questi Deutschland e  Peter Strasser, comandante dei dirigibili della Kaiserliche Marine durante la prima guerra mondiale.